# Cabrières (Gard)
Cabrières é uma comuna francesa na região administrativa de Occitânia, no departamento de Gard. Estende-se por uma área de 14,76 km². Em 2010 a comuna tinha 1 672 habitantes (densidade: 113,3 hab./km²).